# هارمونی گروو (ویرجینیای غربی)
هارمونی گروو (به انگلیسی: Harmony Grove) یک منطقهٔ مسکونی در ایالات متحده آمریکا است که در شهرستان مونونگالیا، ویرجینیای غربی واقع شده‌است. هارمونی گروو ۳۹۸٫۰۷ متر بالاتر از سطح دریا واقع شده‌است.